# Mun Hjong-džin
Mun Hjong-džin (korejsky 문형진, Mun Hjŏng-džin, v anglickém přepisu Hyung Jin Moon) je jihokorejský pastor a spolu s manželkou Jon-an Lee Munovou vedou církev World Peace and Unification Sanctuary.
Je nejmladším synem Mun Son-mjonga a Han Hak-či. Narodil se 26. září 1979 ve Spojených státech. Má diplomy z Harvardovy univerzity a Harvardovy bohoslovecké školy.
Byl mezinárodním prezident Církve sjednocení. Mun Son-mjong ho v dubnu 2008 jmenoval novým vedoucím Federace rodin za světový mír a sjednocení (FRSMS, od roku 1994 oficiální název pro Církev sjednocení). V roce 2015 byl požádán, aby ze své pozice odstoupil, a Han Hak-ča jmenovala do pozice mezinárodního prezidenta FRSMS její pátou dceru Mun Sun-džin.